# Boogeyman 2
Boogeyman 2 es una película de terror estadounidense dirigida por Jeff Bentacout y protagonizada por Danielle Savre. Es la secuela de la película de 2005 Boogeyman. No pasó por las salas de cine y fue lanzada directamente en DVD el 8 de enero de 2008. A pesar de que la película no obtuvo muy buenas críticas y no tuvo mucho éxito, se decidió alargar la historia de Boogeyman con Boogeyman 3, estrenada en 2009.

## Sinopsis
De niños, Laura Porter y su hermano Henry son testigos del brutal asesinato de sus padres por parte de un hombre encapuchado, quien creen que es el Boogeyman. De adulto, Henry ha asistido a terapia de grupo y ha mejorado tanto que actualmente está buscando trabajo. Laura se une a este grupo cuando él se va y conoce a los otros miembros: el nictofóbico Mark, el germafóbico Paul, la masoquista Alison, el agorafóbico y con aversión al compromiso Darren, y Nicky, una chica bulímica que le teme al aumento de peso extremo.
Sin embargo, al unirse, los miembros del grupo cominenzan a ser atacados y asesinados. Todas sus muertes se relacionan con sus miedos: Mark cae por el hueco de un ascensor, tratando de escapar de la oscuridad cuando se apagan las luces, y se parte por la mitad. Paul accidentalmente consume una cucaracha mientras come una bolsa de papas fritas; una figura enmascarada le da una solución de limpieza y, al beberla, le hace un agujero en la garganta. Laura comienza a sospechar que estas muertes no son accidentales. 
El hospital se queda sin energía, dejando a Laura, Alison, Darren, Nicky, la Dra. Jessica Ryan y la recepcionista Gloria en la oscuridad. Gloria va al sótano para volver a encender las luces, pero una vez que los pacientes regresan a sus habitaciones, la figura ata a Alison a su cama y le coloca gusanos en los brazos, que se entierran en las incisiones que ella misma se hizo en la piel.
El Dr. Ryan va al sótano para ver cómo está Gloria, pero el asesino lo electrocuta mientras está parado en un charco de agua. Laura encuentra un archivo sobre su hermano y los de los otros pacientes con bogifobia, fobia al Boogeyman. Se entera de que todos los pacientes con bogifobia, incluido Tim Jensen - se han suicidado después de haber sido tratado por el Dr. Mitchell Allen. Laura se entera de Darren que el Dr. Allen tomó medidas sádicas para curar a su hermano, encerrándolo en un armario que Laura teme que podría haber llevado a Henry al límite. Laura encuentra el cadáver de Alison, pero los restos en el dormitorio se han limpiado después de alertar a los demás antes de que pudieran darse cuenta. Darren y Nicky van a su habitación, donde discuten sobre la viabilidad de su relación. Después de que Nicky salió de la habitación, Boogeyman destripa a Darren y le quita el corazón antes de capturar a Nicky, quien fue encontrada por Laura en una mesa del sótano con mangueras conectadas a ella, bombeando bilis en su cuerpo hasta que explota.
Boogeyman persigue a Laura por el hospital; en el camino encuentra el cuerpo de Gloria y a la Dra. Ryan, apenas vivas y murmurando en un estado de trance. También se encuentra con el Dr. Allen, quien cree que Laura cometió los asesinatos. Intenta sedarla, pero Boogeyman lo detiene, lo apuñala y le clava dos agujas en los ojos. Se revela que Boogeyman es Henry; El Dr. Allen lo encerró en un armario en un intento de tratarlo de su bogifobia, y Boogeyman poseyó a Henry en ese momento. La persecución termina cuando Laura decapita al Boogeyman con unas tijeras de jardinería. La policía llega y descubre que bajo la máscara de Boogeyman estaba la Dra. Ryan; después de matar al Dr. Allen pero antes de perseguir a Laura, Henry le puso la máscara a la doctora y escapó. Laura se da cuenta de que Henry está libre y es incriminada por los asesinatos y arrestada.
En una escena poscréditos, Boogeyman mira una foto de Laura y Henry como adultos antes de desaparecer.

## Reparto
- Danielle Savre como Laura Porter.
- Matt Cohen como Henry Porter.
- Tobin Bell como Dr. Mitchell Allen.
- Renée O'Connor como Dra. Jessica Ryan.
- Chrissy Griffith como Nicky.
- Michael Graziadei como Darren.
- Mae Whitman como Alison.
- Johnny Simmons como Paul.
- David Gallagher como Mark.
- Lesli Margherita as Gloria.
- Tom Lenk como Perry.
- Sammi Hanratty como joven Laura Porter.
- Jarrod Bailey como joven Henry Porter.
- Lucas Fleischer como Sr. Porter.
- Suzanne Jamieson como Sra. Porter.
- Christopher John Fields como el Detective.

## Primera parte
- Boogeyman, 2005.

## Tercera parte
- Boogeyman 3, 2009.